# Daltonia lindigiana
Daltonia lindigiana là một loài rêu trong họ Daltoniaceae. Loài này được Hampe mô tả khoa học đầu tiên năm 1865.